# Эта Ворона
Э́та Во́рона (лат. η Corvi), 8 Ворона (лат. 8 Corvi), HD 109085 — двойная звезда в созвездии Ворона на расстоянии приблизительно 59 световых лет (около 18 парсек) от Солнца. Возраст звезды определён как около 1,4 млрд лет.
У звезды обнаружены два осколочных диска.

## Характеристики
Первый компонент (HD 109085A) — жёлто-белая звезда спектрального класса F2V, или F2III-IV, или F0. Видимая звёздная величина звезды — +3,4m. Масса — около 1,48 солнечной, радиус — около 1,52 солнечного, светимость — около 5 солнечных. Эффективная температура — около 6826 K.
Второй компонент (HD 109085B). Видимая звёздная величина звезды — +19,2m. Удалён на 12,9 угловых секунды.

## Планетная система
В 2019 году учёными, анализирующими данные проектов HIPPARCOS и Gaia, у звезды обнаружена планета.

## История изучения
Звезда видна невооружённым глазом, поэтому астрономы следили за ней ещё с глубокой древности. В китайских летописях она известна под названием 左轄 (пиньинь: Zuǒxiá), что в переводе означает «чека колеса». В системе обозначений Байера звезда получила название η Ворона, поскольку по яркости она уступает другим шести звёздам с α Crv по ζ Crv. Данное название за ней закрепилось в современной астрономии.
Эта Ворона представляла интерес для астрономов давно. Данные, полученные орбитальной обсерваторией IRAS, показали избыток инфракрасного излучения в спектре звезды. В 2011 году астрономы объявили об обнаружении массивного пылевого диска в системе.

## Описание
Эта Ворона представляет собой звезду спектрального класса F главной последовательности, имеющую массу и радиус, равные 1,4 и 1,6 солнечных соответственно. Температура поверхности составляет около 6830 K. Возраст звезды оценивается приблизительно в 1,1 миллиарда лет.

## Ближайшее окружение звезды
Следующие звёздные системы находятся на расстоянии в пределах 20 световых лет от системы эта Ворона:
| Звезда     | Спектральный класс | Расстояние, св. лет |
| LHS 5205   | M3 V / M V         | 9,6                 |
| BD-17°3725 | A2 V               | 10                  |
| Gliese 452 | F-M4 V / M3-4 V    | 16                  |
| HD 106516  | F5 V               | 16                  |
| HD 102438  | G5 V               | 18                  |
| HD 104304  | G8-K0 IV           | 19                  |